# Konzerthausorchester Berlin
Das Konzerthausorchester Berlin (bis Juli 2006 Berliner Sinfonie-Orchester/BSO) gehört zu den großen Orchestern in Berlin. Spielstätte ist das Schauspielhaus am Gendarmenmarkt. 

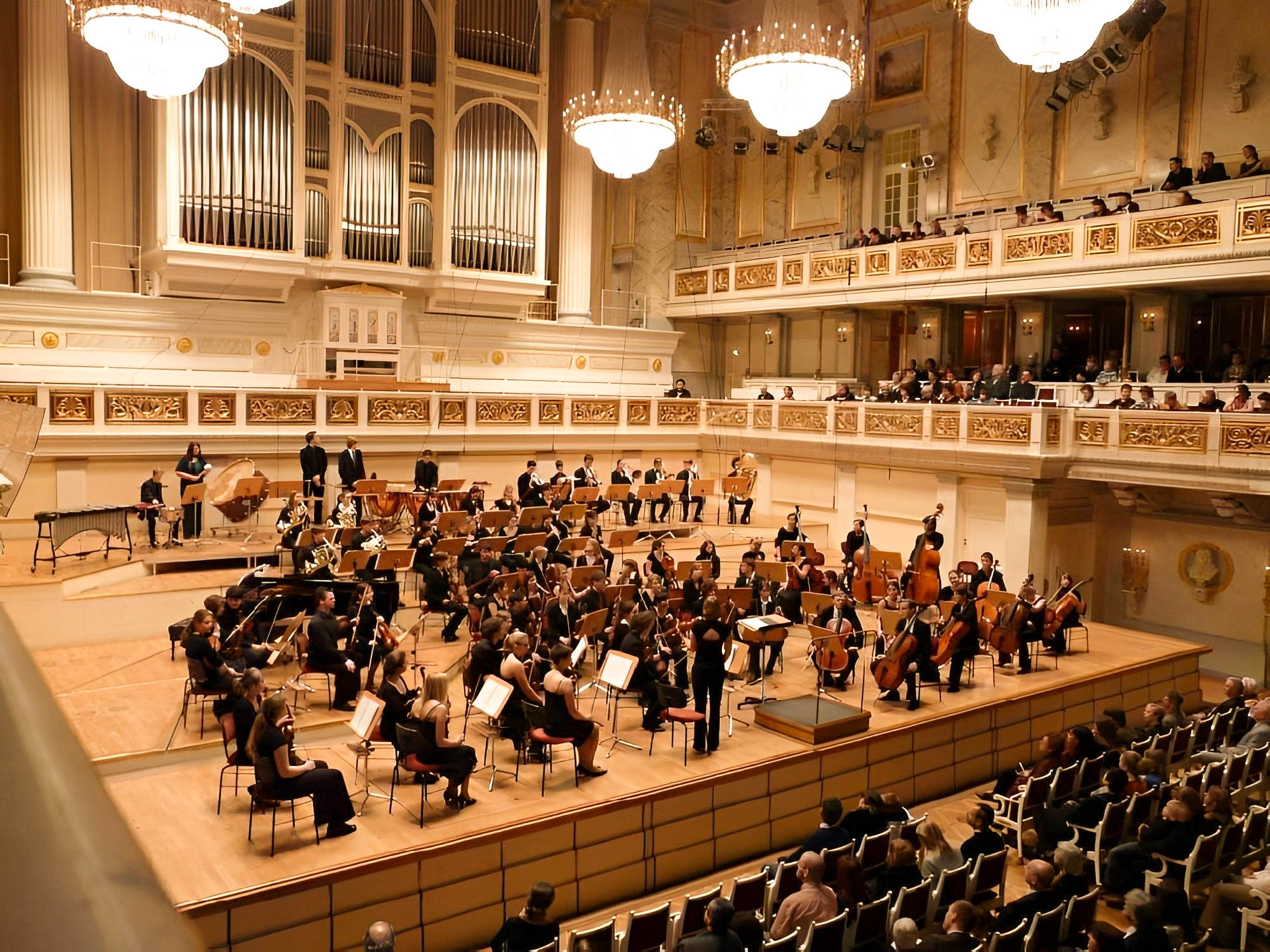
Konzerthausorchester (2008)

Chefdirigentin Joana Mallwitz (2023)

## Geschichte
Als Vorgänger des Konzerthausorchesters Berlin wurde 1925 das Berliner Sinfonie-Orchester gegründet, das wiederum aus dem Blüthner-Orchester hervorgegangen war. 1952 wurde das Berliner Sinfonie-Orchester (BSO) als städtische Einrichtung in Ost-Berlin erneut gegründet und erwarb unter Kurt Sanderling, Chefdirigent von 1960 bis 1977, internationale Anerkennung. Zahlreiche renommierte Musiker wie Geiger David Oistrach und Pianist Emil Gilels waren regelmäßig als Solisten zu Gast. Die Konzerte fanden größtenteils im Metropoltheater statt. Das Orchester bestritt zwei Drittel aller in Ost-Berlin stattfindenden Konzerte. Kurt Sanderling gelang es, drei erfolgreiche Abonnementreihen und damit eine große Stammhörerschaft aufzubauen. Ein Schwerpunkt lag auf Musik von Gustav Mahler und Dmitri Schostakowitsch, dessen Werke ihre deutsche Erstaufführung häufig durch das BSO erlebten.
1977 wurde Günther Herbig zum Chefdirigenten berufen, Claus Peter Flor übernahm die Leitung 1984, und das Orchester bekam mit dem Schauspielhaus am Gendarmenmarkt eine eigene Spielstätte. Der Bau von Karl Friedrich Schinkel wurde zum Konzerthaus umgebaut.
In der Amtszeit des dänischen Dirigenten Michael Schønwandt (1992–98) wurde das BSO offiziell zum Hausorchester am Konzerthaus Berlin. Unter Nachfolger Eliahu Inbal absolvierte das Berliner Sinfonie-Orchester unter anderem eine Japan-Tournee mit 15 Konzerten in 13 Städten sowie Gastspielreisen nach Spanien, China und Korea.
Unter Chefdirigent Lothar Zagrosek wurde das Orchester 2006 zum „Konzerthausorchester Berlin“ umbenannt. Chefdirigent von 2012 bis 2018 war der Ungar Iván Fischer, der dem Klangkörper seitdem als Ehrendirigent verbunden ist. Seit der Saison 2017/18 ist Juraj Valčuha Erster Gastdirigent. Von 2019 bis 2023 war Christoph Eschenbach Chefdirigent des Klangkörpers. Seit der Spielzeit 2023/24 ist Joana Mallwitz neue Chefdirigentin des Konzerthausorchesters Berlin.
Der am 18. September 2011 verstorbene Kurt Sanderling war Ehrendirigent und Ehrenmitglied des Konzerthausorchesters. Michael Gielen und Eliahu Inbal wurden ebenfalls zu Ehrenmitgliedern ernannt.

## Chefdirigenten
- 1952–1959 Hermann Hildebrandt
- 1959–1960 Václav Smetáček (Erster Gastdirigent)
- 1960–1977 Kurt Sanderling
- 1977–1984 Günther Herbig
- 1984–1992 Claus Peter Flor
- 1992–1998 Michael Schønwandt
- 2001–2006 Eliahu Inbal
- 2006–2011 Lothar Zagrosek
- 2012–2018 Iván Fischer
- 2019–2023 Christoph Eschenbach[4]
- seit 2023: Joana Mallwitz[5]

## #klangberlins
Das Konzerthausorchester vertonte 2017 typische Berlin-Momente unter dem Motto „Ihr seid Berlin. Wir sind der Klang.“ und dem Hashtag #klangberlins. In insgesamt 13 Videos zeigen die Musiker auf YouTube, wie ihre Stadt klingt. Idee, Konzept sowie die Experimentierfreudigkeit des Konzerthausorchesters wurden mit dem „Deutschen Preis für Onlinekommunikation“, „ADC Peaks“ als bestes YouTube-Video 2017 sowie als Finalist beim „Award of Montreux“ ausgezeichnet. Bei den „Cannes Corporate Media & TV Awards“ hat #klangberlins in der Kategorie Webisodes zudem den Goldenen Delphin gewonnen.